# Kadima
Kadima (hebraisk: קדימה "Fremad") er et israelisk politisk parti. Partiet blev stiftet som et midterparti af Ariel Sharon den 21. november 2005 efter han havde forladt sit gamle parti, det højreorienterede Likud. Partiet samlede flere fremtrædende kræfter fra både Likud og Arbejderpartiet, bl.a. tidl. premierminister Shimon Peres, i et forsøg på endelig at få endt konflikten med palæstinenserne. Efter Ariel Sharons hjerneblødning i starten af 2006 mistede partiet dog sin leder, og der var tvivl om, hvorvidt det ville falde fra hinanden. Det lykkedes dog at holde sammen på partiet, og ved valget den 28. marts 2006 blev partiet med Ehud Olmert i spidsen valgt som det største parti i Knesset og fik regeringsmagten med Olmert som premierminister. Ved valget d. 31. marts 2009 måtte Kadima dog overgive regeringsmagten til Likud-partiet med Benjamin Netanyahu i front.

## Parti-ledere
|    |  | Navn         | Levetid   | Indsatt            | Afgik              |
| -- |  | ------------ | --------- | ------------------ | ------------------ |
| 1. |  | Ariel Sharon | 1928–2014 | 21. november 2005  | 4. januar 2006     |
| 2. |  | Ehud Olmert  | 1945–     | 16. januar 2006    | 18. september 2008 |
| 3. |  | Tzipi Livni  | 1958–     | 18. september 2008 | i dag              |

## Fremtrædende medlemmer
- Ariel Sharon
- Ehud Olmert
- Shimon Peres
- Udenrigsminister Tzipi Livni

| Politik | Spire Denne artikel om politik og ideologi er en spire som bør udbygges. Du er velkommen til at hjælpe Wikipedia ved at udvide den. |